# Menophra petrificata
Menophra petrificata là một loài bướm đêm trong họ Geometridae.